# Grabhügelnekropole Röhl
Koordinaten: 49° 56′ 55″ N, 6° 34′ 45″ O
Die Grabhügelnekropole Röhl ist ein Grabfeld aus der Zeit der Hunsrück-Eifel-Kultur in der Ortsgemeinde Röhl im Eifelkreis Bitburg-Prüm in Rheinland-Pfalz.

## Beschreibung
Das Areal um Röhl war schon in der Frühzeit besiedelt, was der Fund mehrerer Gräberfelder bezeugt. Man entdeckte unter anderem eine Grabhügelnekropole nördlich von Mötsch.
Die Nekropole stammt aus der Zeit der Hunsrück-Eifel-Kultur (Ende des 7. Jahrhunderts v. Chr. bis ca. 300 v. Chr.).

## Archäologische Befunde
Nördlich von Mötsch in Höhenlage entdeckte man eine Nekropole von 30 Grabhügeln, die sich in zwei Gruppen gliedern. Zwischen diesen beiden Gruppen verläuft ein Damm in Nord-Süd-Richtung mit einer Länge von rund 100 m. Der Damm ist zudem rund 1 m hoch und weist eine Breite von 11 m auf. Offizielle Untersuchungen der Nekropole fanden bisher nicht statt, jedoch kam es zu unautorisierten Grabungen, bei denen einige Funde geborgen wurden. Man fand Fragmente eines verzierten Keramikgefäßes der HEK, weshalb auch ein Teil der Tumuli der Zeit der HEK zugeordnet werden konnte.

## Erhaltungszustand und Denkmalschutz
Die Grabhügelnekropole ist mit Ausnahme der entnommenen Funde durch die unautorisierten Grabungen noch erhalten. Heute befindet sich diese in einem kleinen Waldgebiet neben der Start- und Landebahn des Flugplatzes Bitburg.
Die Grabhügelnekropole ist als eingetragenes Kulturdenkmal im Sinne des Denkmalschutzgesetzes des Landes Rheinland-Pfalz (DSchG) unter besonderen Schutz gestellt. Nachforschungen und gezieltes Sammeln von Funden sind genehmigungspflichtig, Zufallsfunde an die Denkmalbehörden zu melden.